# 後寮羅氏宗祠
後寮羅氏宗祠位於嘉義縣水上鄉南和村後寮，原為紀念羅氏初祖羅美源而建造，後來成為羅氏家族的宗祠。就建築技術而言，羅氏宗祠同時保留了傳統的大木結構及日治時期的工藝特色，且與後寮的地方歷史密不可分，因此嘉義縣政府於2009年（民國98年）7月6日公告登錄為嘉義縣歷史建築。

## 沿革
根據相良吉哉的《臺南州祠廟名鑑》，羅氏宗祠創建於清同治六年（1867年），供奉關帝、關平、周倉、媽祖、池王爺、白沙王、白沙王媽、羅美源夫妻，例祭日在農曆正月十三日、五月十三日。民國52年（1963年），鄰近的協天宮修建完成後，部份神明遷移入廟，故目前宗祠內僅奉祀白沙王公、白沙王媽及羅美源夫婦牌位，由羅姓家族的成員負責祭祀。
2017年，嘉義縣政府獲得文化部補助經費，除了維護主體建物，也進行綠美化工程及改善排水設施，修復後可保持宗祠祭祀的功能，還可以在寬闊的廣場舉辦藝陣、藝文活動。

## 建築
羅氏宗祠當前的建築為1920年左右所建成的樣貌，為一層樓磚造建築。

## 照片

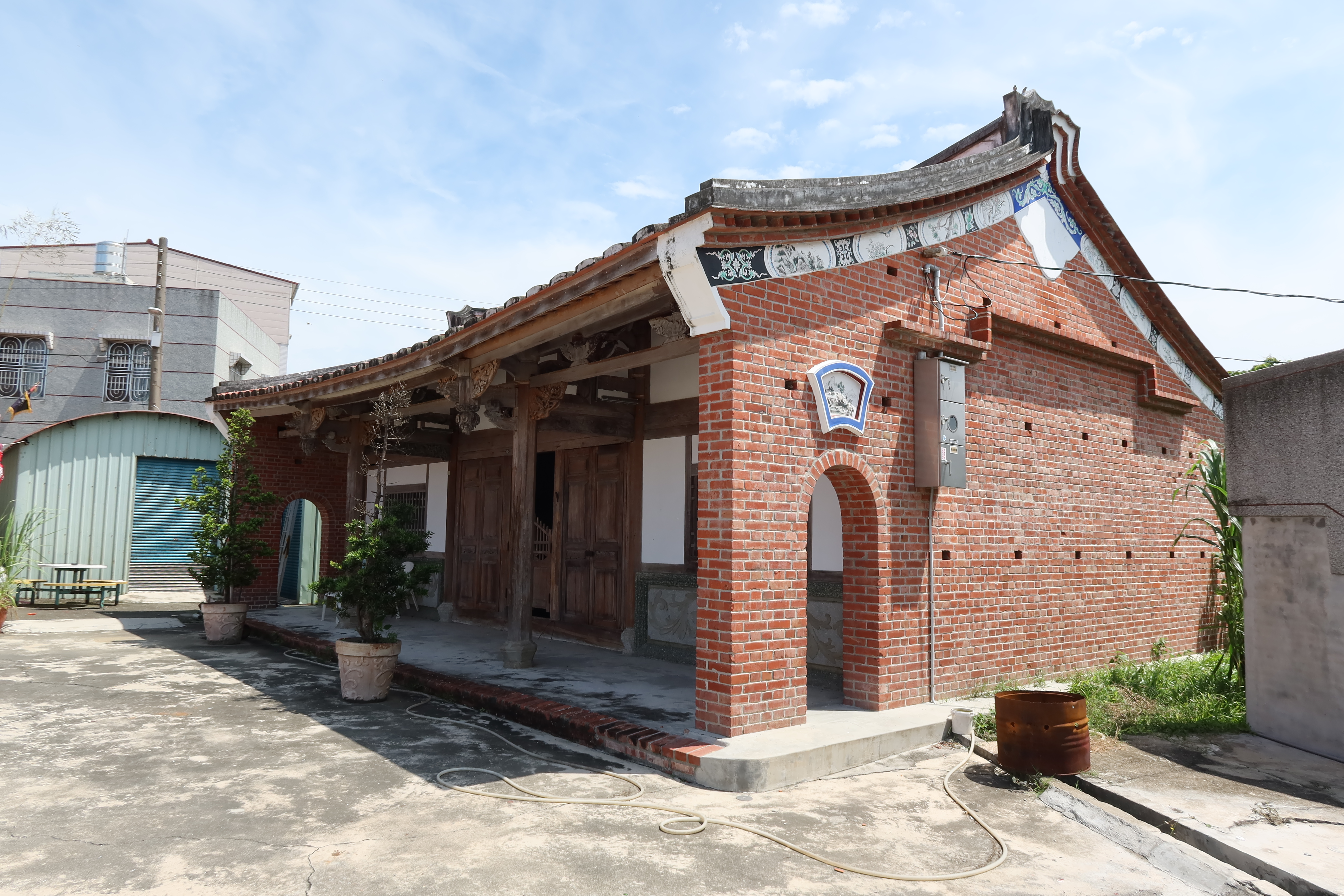
另一個角度拍攝的後寮羅氏宗祠
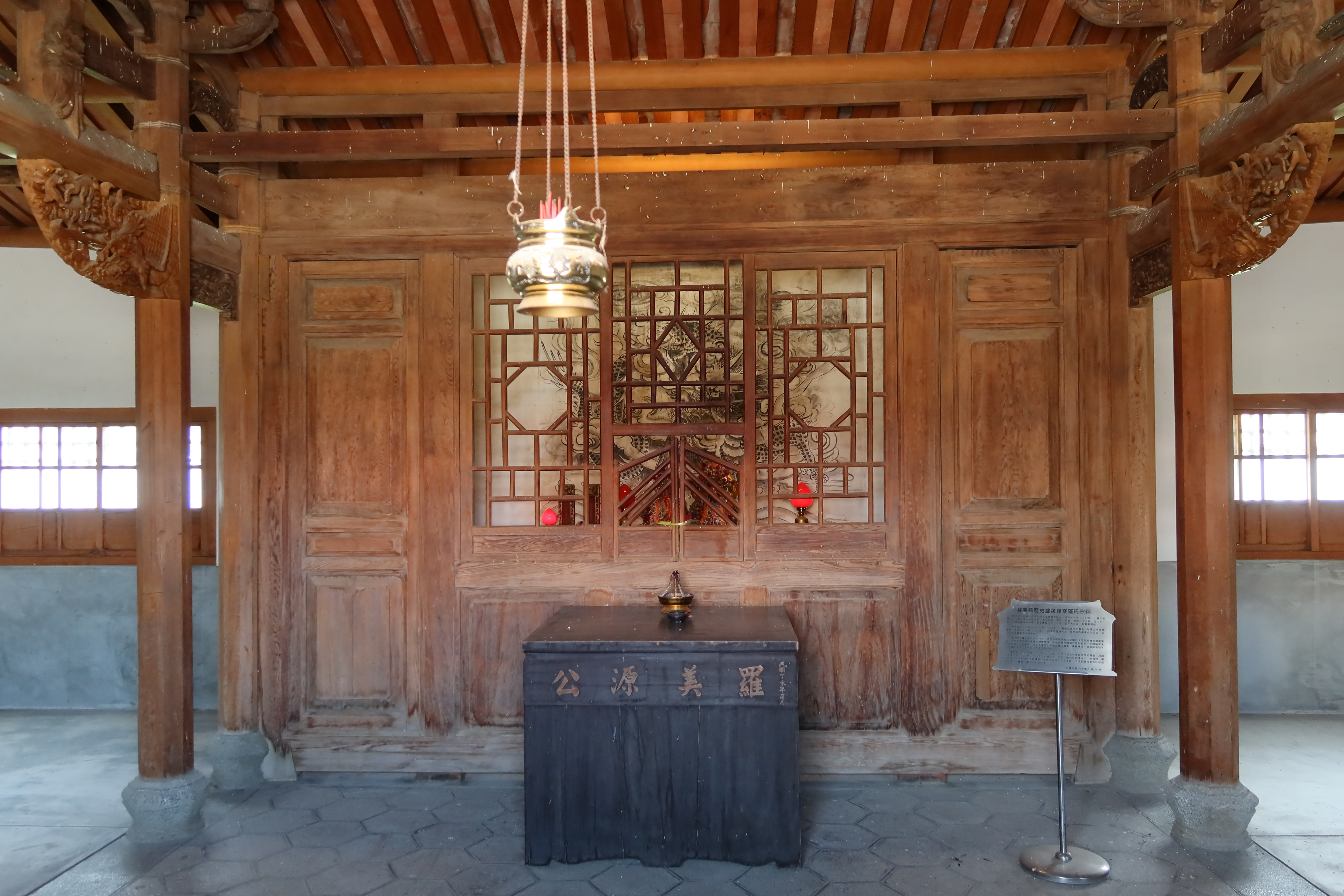
宗祠內部
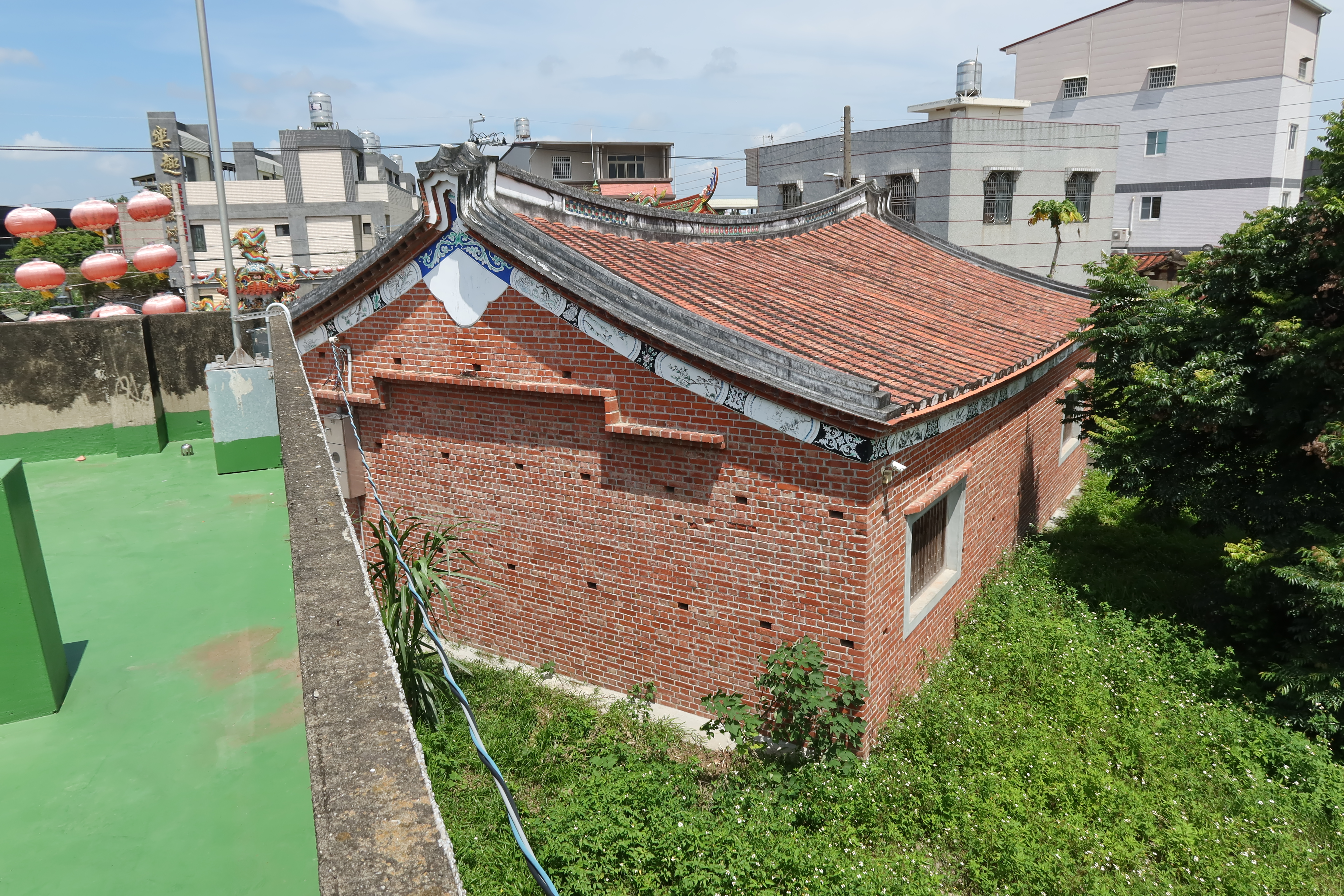
宗祠背面
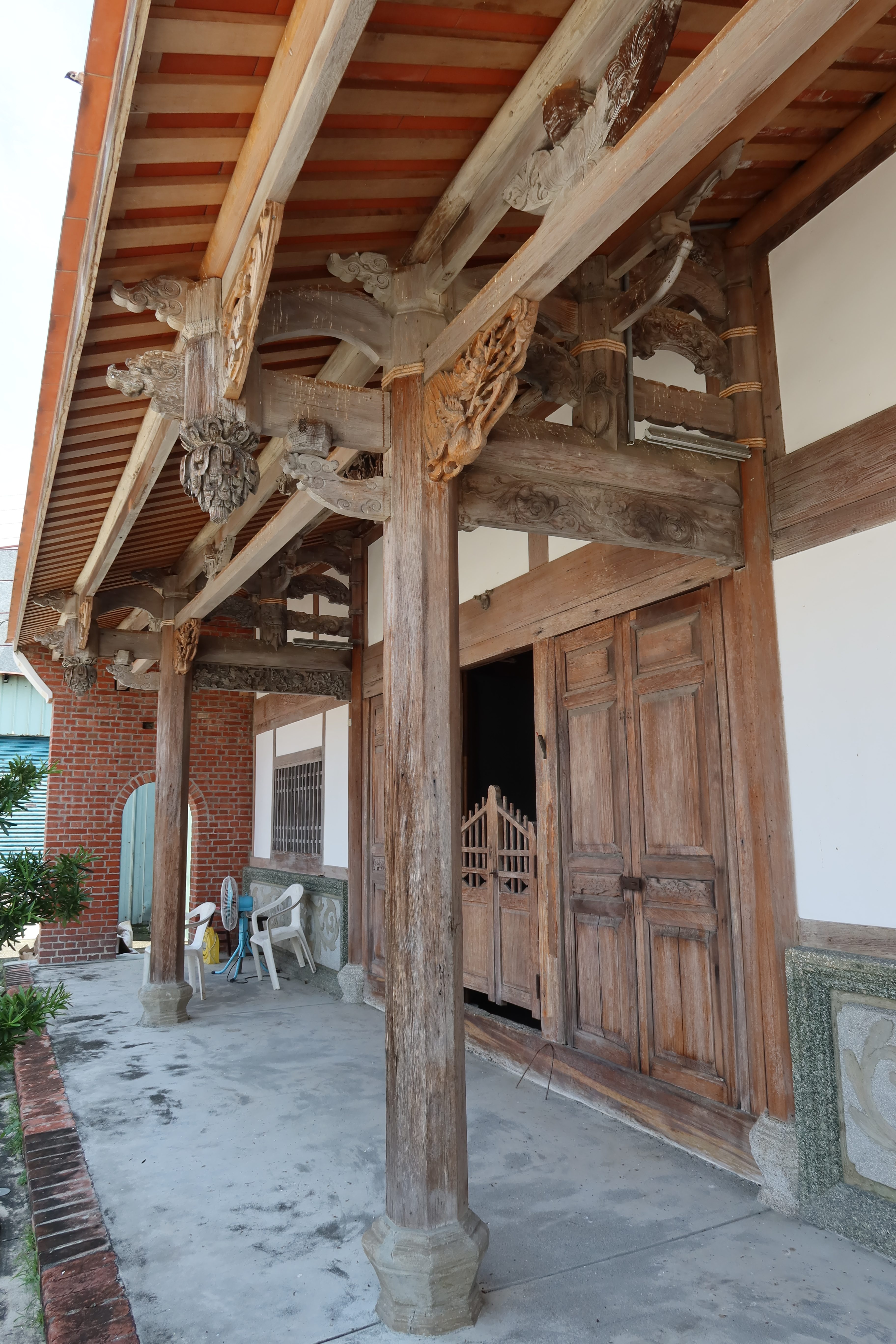
步口廊